# Willis Thomas Pope
Willis Thomas Pope ( * 1873 - 1961 ) fue un botánico, agrónomo, docente estadounidense, que desarrolló gran parte de sus actividades científicas en Hawái. Ex Superintendente de Instrucción Pública para el Territorio de Hawái, desde 1910 hasta 1913.
Sus restos mortales fueron sepultados en el "Cementerio Oahu", de Honolulu.

## Algunas publicaciones
- 1934. Citrus Culture in Hawaii. Hawaii Agricultural Experiment Station, Boletín N.º 71
- 1935. The Edible Passion Fruit in Hawaii. Hawaii Agricultural Experiment Station, Boletín N.º 74

### Libros
- 1968. Manual of wayside plants of Hawaii : including illustrations, descriptions, habits, uses and methods of control of such plants as have a wild nature of Growth, exclusive of ferns. Ed. Rutland : Charles E. Tuttle. 289 pp.

## Honores

### Epónimos
- (Apiaceae) Ammoselinum popei Torr. & A.Gray[2]
- (Apiaceae) Apium popei A.Gray[3]
- (Asteraceae) Dicoma popeana S.Ortiz & Rodr.Oubiña[4]
- (Asteraceae) Vernonia popeana C.Jeffrey[5]
- (Hydrophyllaceae) Phacelia popei Torr. & A.Gray[6]
- (Sarraceniaceae) Sarracenia × popei Hort.[7]

- La abreviatura «Pope» se emplea para indicar a Willis Thomas Pope como autoridad en la descripción y clasificación científica de los vegetales.[8]